# A Carta aos Romanos
A Carta aos Romanos (em alemão, Der Römerbrief) é um comentário ao livro do Novo Testamento de mesmo nome. Foi escrito por Karl Barth em 1919. No entanto, a segunda edição revisada - de 1922 - foi a que deu origem à teologia dialética na Europa.